# Habenaria bathiei
Habenaria bathiei är en orkidéart som beskrevs av Rudolf Schlechter. Habenaria bathiei ingår i släktet Habenaria och familjen orkidéer. Inga underarter finns listade i Catalogue of Life.